# Choerophryne rhenaurum
Espèce
Synonymes
- Albericus rhenaurum Menzies, 1999

Statut de conservation UICN

 DD  : Données insuffisantes
Choerophryne rhenaurum est une espèce d'amphibiens de la famille des Microhylidae.

## Répartition
Cette espèce est endémique de la province des Hautes-Terres méridionales en Papouasie-Nouvelle-Guinée. Elle n'est connue que dans sa localité type à environ 2 400 m d'altitude.

## Publication originale
- Menzies, 1999 : A study of Albericus (Anura: Microhylidae) of New Guinea. Australian Journal of Zoology, vol. 47, no 4, p. 327-360.